# Činarli
Činarli (ázerbájdžánsky Çinarlı, rusky Чинарлы) je město v Šamkirském okrese v Ázerbájdžánu. Nachází se 10 km od města Šamkir. V roce 2020 zde žilo 7 400 obyvatel.

## Dějiny města
V roce 1888 byla německými kolonisty z Helenendorfu založena osada Georgsfeld. Vesnice byla pojmenována na počest velkoknížete Georgije Alexandroviče. Do roku 1917 byla vesnice součástí Jelizavetpolské gubernie. Původně německá osada měla 3185 akrů půdy, rozvíjelo se zde vinařství a zahradnictví. V roce 1910 zde byl postaven lihovar. V německé osadě byly před válkou jatky, pekárna a vodní elektrárna. Dekretem zemských úřadů ze dne 9. 2. 1916 bylo s ohledem na válku mezi Ruskem a Německem rozhodnuto o přejmenování vesnice na Georgievskoje.
V roce 1932 byla vesnice přejmenována na Leninfeld.
Po vystěhování Němců z Kavkazu nesla vesnice až do roku 1962 jméno Leninkand. V letech 1947–1949 byly do vesnice přesídlovány rodiny ázerbájdžánských uprchlíků z Arménie, kteří byli násilně vystěhováváni. V roce 1962 byla vesnice povýšena na město a přejmenována na Lenin.
V roce 1992 došlo k přejmenování na současný název Činarli, což je odvozeno od starého turkického slova a znamená místo s platany.
V roce 2006 byl ve městě postaven velký komplex mešity.

## Geografie a klima
Činarli je obklopeno horou Nuzgar na jedné straně a řekou Šamkir na druhé straně. Počasí je po většinu roku chladné.

## Hospodářství
Ve městě a v okolí města jsou vinice a vinařství, základy byly položeny německými kolonisty.
Město má dvě 11leté střední školy, tři knihovny, mešitu, nemocnici, dvě mateřské školy, hudební školu, rekreační park.